# Elisabeth Sladen
Elisabeth Clara Heath-Sladen (Liverpool, 1º febbraio 1946 – Londra, 19 aprile 2011) è stata un'attrice britannica, nota soprattutto per il ruolo di Sarah Jane Smith nella serie televisiva Doctor Who e nel suo spin-off dedicato.

## Biografia
Era l'unica figlia di Gladys Trainer e Tom Sladen, che combatté nella Prima Guerra Mondiale ed era membro della Home Guard.
Ha fatto parte del cast principale di Doctor Who tra il 1973 e il 1976, riprendendo il ruolo anche in anni successivi (dal 2006); tra il 2007 e il 2011 è stata protagonista di uno spin-off della serie, Le avventure di Sarah Jane. 
È deceduta a causa di un cancro durante la quinta stagione della serie.

## Filmografia

### Cinema
- Ferry Cross the Mersey (1964 - regia di Jeremy Summers) (non accreditata)
- Silver Dream Racer (1980 - regia di David Wickes)

### Televisione
- ITV Playhouse (serie TV - episodio "If Only the Trains Come", 1968)
- Coronation Street (serie TV - 6 episodi, 1970)
- Doomwatch (serie TV - episodio "Say Knife, Fat Man", 1972)
- Z Cars (serie TV - tre episodi, 1971-'72)
- Investigatore offresi (serie TV - episodio "Many a Slip", 1972)
- Some Mothers Do 'Ave 'Em (serie TV - episodio "The Hospital Visit", 1973)
- Special Branch (serie TV - episodio "Hostage", 1973)
- Send in the Girls (serie TV - "Beware the Gentle People", 1978)
- Betzi (film TV - diretto da Claude Whatham, 1978)
- Take My Wife... (serie TV - 6 episodi, 1979)
- Il perduto amore (serie TV - episodio "The Outing", 1980)
- Play for Today (serie TV - episodio "Name for the Day", 1980)
- K-9 and Company: A Girl's Best Friend (film TV - regia di John Black, 1981)
- Gulliver in Lilliput (serie TV - 4 episodi, 1982)
- Doctor Who (serie TV - 81 episodi, 1973-1984)
- Dempsey & Makepeace (serie TV - episodio "Love You to Death", 1985)
- Alice in Wonderland (serie TV - 2 episodi, 1986)
- Metropolitan Police (serie TV - episodio "Life and Death", 1989)
- Doctor Who: Dimensions in Time (corto TV - 1993)
- Men of the World (serie TV - episodio "Lost in France", 1994)
- Peak Practice (serie TV - 4 episodi, 1996)
- Faith in the Future (serie TV - episodio "Body Language", 1996)
- The Sarah Jane Adventures Comic Relief Special (film TV - regia di Joss Agnew, 2009)
- Doctor Who (serie TV - 4 episodi, 2006-2010)
- Le avventure di Sarah Jane (serie TV - 54 episodi, 2007-2011)
- SJA: Alien Files (serie TV - 3 episodi, 2010)

### Altro
- Downtime (regia di Keith Barnfather e Christopher Barry, 1995)
- Ian Levine: Downtime Redux (regia di Keith Barnfather e Christopher Barry, 2013)